# Susanne Michel
Susanne Michel (* 1965 ve Vídni, Rakousko) je rakouská herečka.

## Život
Dětství strávila v Rakouském Oberwartu, v Burgenlandu. Vystudovala hereckou školu Krauss ve Vídni. Následně účinkovala v řadě divadel – Theater in der Josefstadt, Rabenhof Wien, Ensemble Theater Wien a Komödie Wien ve Vídni a Forum Stadtpark Graz ve Štýrském Hradci. Do povědomí širšího publika se dostala díky rolím v mnoha filmech a televizních pořadech.
Z předchozího vztahu má dospělého syna. Od srpna 2003 do roku 2006 žila s německým hercem Reném Steinkem a proto každé dva týdny pendlovala mezi Vídní a Kolínem nad Rýnem. Žije ve Vídni.

## Filmografie
- 1994: Die Wache – Rotlicht/Blaulicht (Serien-Gastrolle, Episode Notruf)
- 1995: El Chicko – der Verdacht
- 1995: Stockinger (epizoda: Graun an der Traun)
- 1996: Wenn ich nicht mehr lebe
- 1997: Ein Herz wird wieder jung
- 1997: Lieber reich und glücklich
- 1997: Die Neue – Eine Frau mit Kaliber (epizoda: Brennendes Geheimnis)
- 1997: Medicopter 117 – Jedes Leben zählt
- 1997: Weißblaue Geschichten (epizoda: Einfaltspinsel)
- 1997: Komisař Rex
- 1998: Single Bells
- 1998: Das Amt
- 1999: Oh, Baby
- 1999: Julia – eine ungewöhnliche Frau (epizoda: Schicksalsnacht)
- 1999: Místo činu (Tatort (epizoda: Die apokalyptischen Reiter
- 2000: Balko (epizoda: Die Schlangenfarm)
- 2000: Alphateam – Erstens kommt es anders
- 2000: Die Bergwacht – Duell am Abgrund
- 2000: Místo činu (Tatort (epizoda: Viktualienmarkt))
- 2000: Stimme des Herzens
- 2001: Místo činu (Tatort (epizoda: Tödliche Tagung))
- 2002: Zwei Profis (Serie, in 5 Episoden)
- 2002: Die Sitte
- 2002: Rosamunde Pilcher: Šťastná náhoda (Rosamunde Pilcher – Morgen träumen wir gemeinsam)
- 2002: Komisař Rex (epizoda: Der einzige Zeuge)
- 2003: Zrádný šperk (Das Verräterische Collier)
- 2003: Der Bulle von Tölz (epizoda: Malen mit Vincent))
- 2003: Die Rosenheim-Cops (epizoda: Ein Schwein namens Daisy)
- 2004: Der Ferienarzt… in der Wachau
- 2004: Die Rückkehr des Tanzlehrers
- 2005: Ein Paradies für Tiere
- 2005: Můj syn Rico (Wenn der Vater mit dem Sohne)
- 2006: Zvláštní jednotka, Lipsko (SOKO Leipzig (epizoda: Ehrliche Leute))
- 2006: Liebe auf vier Pfoten
- 2006: Der Winzerkönig
- 2006: Ein Paradies für Pferde
- 2007: Liebe auf vier Pfoten
- 2007: Alpská klinika II (Die Alpenklinik – Eine Frage des Herzens)
- 2008: Schlagwetter
- 2010: Kinderspiel
- 2011: Plavba snů (Kreuzfahrt ins Glück (epizoda: Hochzeitsreise nach Kroatien))

## Divadlo
- 1992: CHANGE / Wolfgang Bauer / Karl Welunschek / Rabenhof Wien
- 1993: HALBE.HALBE. EIN STÜCK / UA Margret Kreidl / Lucas Cejpek / Stadtpark Graz
- 1994: LAFNITZ / Peter Wagner / Wolfgang Lesowsky / Burgenland Kulturzentrum
- 1996: WAS IHR WOLLT / Shakespeare / Peter Josch / Festspiele Röttingen
- 1997: DIE VERTAGTE NACHT / Franz Arnold / Heinz Marecek / Theater in derJosefstadt, Wien
- 2000: DER IMPRESARIO VON SMYRNA / Goldoni / Feruccio Soleri / Sommerfestspiele Perchtoldsdorf